# Blackstar (musikalbum av David Bowie)
Blackstar är David Bowies 25:e studioalbum som släpptes den 8 januari 2016 samma dag som Bowie fyllde 69 år, bara två dagar innan han avled i levercancer.

## Låtlista
Blackstar — CD – vinyl – digital download
- 1.	"Blackstar" - 9:57
- 2.	"'Tis a Pity She Was a Whore" - 4:52
- 3.	"Lazarus" - 6:22
- 4.	"Sue (Or in a Season of Crime)" - 4:40
- 5.	"Girl Loves Me" - 4:51
- 6.	"Dollar Days" - 4:44
- 7.	"I Can't Give Everything Away" - 5:47

Digital download bonusspår:
- 8.	"Blackstar" (video) - 9:59

## Medverkande
Listan är hämtad från engelska Wikipedia
- David Bowie – sång, akustisk gitarr, mixning, produktion, stråkarrangemang, "Fender Guitar" på "Lazarus", munspel
- Donny McCaslin – flöjt, saxofon, träblås
- Ben Monder – gitarr
- Jason Lindner – piano, orgel, keyboard
- Tim Lefebvre – elbas
- Mark Guiliana – trummor, slagverk
- Kevin Killen – ljudtekniker
- Erin Tonkon – assisterande ljudtekniker, bakgrundssång på "'Tis a Pity She Was a Whore"
- Joe Visciano – mixningsassistent
- Kabir Hermon – assisterande ljudtekniker
- Joe LaPorta – mastering
- Tom Elmhirst – mixningstekniker
- Tony Visconti – produktion, stråkar, assisterande ljudtekniker, mixningstekniker
- James Murphy – slagverk på "Sue (Or in a Season of Crime)" och "Girl Loves Me"